# Удар знишка
Удар знишка — це удар без попередження або коли отримувач відволікся і через це не має часу для приготування чи захисту. Термін зазвичай вживають коли йдеться про ситуації, що сприймаються як нечесні або неетичні, в яких удар було завдано завдяки обману чи відволіканню.
У боксі, удар знишка, тобто завданий під час зупинки чи перерви, заборонено правилами. Наприклад, Джеймс Батлер, вже після того як програв за очками, стукнув Річарда Ґранта так, що той знепритомнів. У нього за це відібрали ліцензію. Такий удар часто завдають ззаду, але це не обов'язково.

## Як злочин
Упродовж 2013—2014 чимало ЗМІ приділили значну увагу двом жорстоким убивствам у Австралії. Було зауважено, що 91 людина померла в Австралії через травми мозку внаслідок стусанів, було розгорнуто кампанію для виставлення таких ударів як боягузливих.

## Техніки запобігання
Удари знишка схильні завдавати після застосування відволікальних тактик, таких як вдавання, що помітили щось, щоб жертва теж на це подивилась, використання спільника для відволікання жертви, погляд кудись убік, щоб розслабити жертву або вдаваний відхід лише для того, щоб розвернутись і вдарити. Через те, що удари знишка покладаються на обман, їх часто можна передбачити, використовуючи такі методи:
- мирно виставляти руки вперед, просторічно зветься 'парканом' у багатьох спільнотах зі самозахисту. Багатьох представників служб охорони, наприклад, викидайл, тренують так робити.
- спостереження за руками потенційного нападника для виявлення ознак насильства, що насувається, як-от стискання кулаків або тримання зброї, наприклад, ножа.
- стеження за раптовими рухами або за несподіваною деескалацією конфлікту, що часто використовують як техніку відволікання.

Через те, що удари знишка надходять неочікувано, люди з групи ризику повинні матися на бачності у разі близькості потенційних супротивників.